# Bobby K. Richardson
Bobby K. Richardson ist ein US-amerikanischer Filmeditor.

## Leben
Richardson begann gegen 2008 mit ersten Tätigkeiten als Filmeditor in Filmproduktionen. 2008 erschienen mit seiner Mitwirkung die Filme Street Racer, Die Reise zum Mittelpunkt der Erde 2, Death Racers, Sunday School Musical und Der Tag an dem die Erde stillstand 2 – Angriff der Roboter. Immer wieder folgten Arbeiten als Filmeditor für das Filmstudio The Asylum, so etwa 2013 in Apocalypse Earth, 2014 in Alpha House oder 2018 in Hornet – Beschützer der Erde. 2013 arbeitete er als Filmeditor am Fernsehfilm Dark Night of the Walking Dead. 2017 übernahm er den Filmschnitt für den Film The Man from Earth: Holocene.

## Filmografie (Auswahl)
- 2008: Street Racer
- 2008: Die Reise zum Mittelpunkt der Erde 2 (Journey to the Center of the Earth )
- 2008: Death Racers
- 2008: Sunday School Musical
- 2008: Der Tag an dem die Erde stillstand 2 – Angriff der Roboter (The Day the Earth Stopped)
- 2009: Countdown: Jerusalem
- 2009: The Terminators
- 2010: Let’s Get Laid! (Kurzfilm)
- 2012: The Haunting of Whaley House
- 2012: Hold Your Breath
- 2013: Rest for the Wicked (Miniserie, Episode 1x04)
- 2013: Apocalypse Earth (AE: Apocalypse Earth)
- 2013: Dark Night of the Walking Dead (Zombie Night, Fernsehfilm)
- 2013: Die verzauberte Schneekugel (A Snow Globe Christmas, Fernsehfilm)
- 2014: Alpha House
- 2014: Mercenaries
- 2014: Sex, Gras & Zombies! (The Coed and the Zombie Stoner)
- 2015: God’s Club
- 2016: Mind Blown (Fernsehfilm)
- 2017: Bethany
- 2017: The Man from Earth: Holocene
- 2018: Minutes to Midnight – Bete, dass sie nicht vorbeischauen… (Minutes to Midnight)
- 2018: Dick Dickster
- 2018: Hornet – Beschützer der Erde (Hornet)
- 2018: Blood Corral
- 2019: Blood Craft